# 康定梅花草
康定梅花草（学名：Parnassia kangdingensis）为卫矛科梅花草属下的一个种。

## 扩展阅读
維基物種上的相關：康定梅花草